# Bernecebaráti, Pesta
Bernecebaráti  este un sat în districtul Szob, județul Pesta, Ungaria, având o populație de 939 de locuitori (2011). 

## Demografie
Componența etnică a satului Bernecebaráti
     Maghiari (97,97%)
     Romi (2,03%)
Componența confesională a satului Bernecebaráti
     Romano-catolici (73,06%)
     Reformați (2,98%)
     Fără religie (1,28%)
     Necunoscută (21,94%)
     Luterani (0,75%)
     Alte religii (0,75%)
Conform recensământului din 2011, satul Bernecebaráti avea 939 de locuitori. Din punct de vedere etnic, majoritatea locuitorilor (97,97%) erau maghiari, cu o minoritate de romi (2,03%).  Din punct de vedere confesional, majoritatea locuitorilor (73,06%) erau romano-catolici, existând și minorități de reformați (2,98%) și persoane fără religie (1,28%). Pentru 21,94% din locuitori nu este cunoscută apartenența confesională.